# Losada (rijeka)
Losada je rijeka u Kolumbiji, pritoka rijeke Guayabero. Pripada porječju rijeke Orinoco.